# Amici di Maria De Filippi (quindicesima edizione, fase serale)
La quindicesima edizione del talent show musicale Amici di Maria De Filippi è andata in onda dal 2 aprile al 25 maggio 2016 in prima serata su Canale 5 per nove puntate con la conduzione di Maria De Filippi. Le prime sette puntate sono andate in onda di sabato, mentre le ultime due puntate sono andate in onda di mercoledì. Le puntate sono state registrate circa con una settimana di anticipo tranne la finale, trasmessa in diretta. La sigla di apertura di questa edizione, cantata dai direttori artistici, era I Lived dei OneRepublic e per l'ingresso degli ospiti in studio venne usata la stessa base della canzone.
Novità di questa edizione era la presenza di due direttori artistici per squadra: Emma e Elisa per i Bianchi e Nek e J-Ax per i Blu. Era presente in giuria Morgan, che a sua volta esprimeva dei giudizi sulle esibizioni, e che se richiesto dai direttori artistici, sostituiva un componente della giuria fissa come giurato votante. Anche in quest'edizione era possibile usufruire della Magic Ball, anche se tale possibilità non venne mai sfruttata dalle due squadre. Vennero introdotte la Prova Performer, la Prova a tema e la Prova Morgan.
Nella Prova Performer i cantanti, di settimana in settimana, dovevano cantare mentre si esibivano in coreografie.
Nella Prova a tema il quarto giudice, Morgan, sceglieva per ogni settimana una prova (di canto o di ballo) che gli allievi dovevano eseguire su un tema specifico.
Infine, nella Prova Morgan, due componenti delle due squadre scelti da Morgan si confrontavano su un brano assegnato dal musicista, che decideva se far votare la prova stessa all'intera giuria o a un solo componente.
| Vincitori            | Vincitori         |
| Amici 15             | Sergio Sylvestre  |
| -------------------- | ----------------- |
| Danza                | Gabriele Esposito |
| Premio della Critica | Elodie            |
| Premio RTL 102.5     | Elodie            |
| Premio Fonzies       | Alessio Gaudino   |

## Regolamento
Il regolamento vuole che i ragazzi, divisi in due squadre, capeggiate da altrettanti direttori artistici, si affrontino in sfide sottoposte al giudizio di una Giuria di Qualità. Al termine di ogni sfida, tre concorrenti vengono posti a rischio di eliminazione. I tre nomi vengono decisi dal direttore artistico, dai componenti e dai professori della squadra vincente. A questo punto, il coach della squadra perdente deve decidere chi salvare. I due concorrenti rimasti vengono valutati dai professori di squadra, che, a maggioranza, decidono chi deve lasciare il programma provvisoriamente. I due concorrenti eliminati si sfideranno e al termine del ballottaggio si decreterà l'eliminato ufficiale. Il vincitore è unico che vincerà 150000 €, anche se il primo classificato della categoria perdente verrà ugualmente premiato con un "premio-consolazione" di 50000 €.

## Concorrenti
Sono stati ammessi al serale 12 concorrenti, così divisi:
| Squadra Bianca | Squadra Bianca | Squadra Bianca |                     | Squadra Blu | Squadra Blu | Squadra Blu |
| Direttori Artistici                                                                                                  | Direttori Artistici                                                                                                  | Direttori Artistici                                                                                                  | Direttori Artistici | Direttori Artistici | Direttori Artistici | Direttori Artistici |
| --- | --- | --- | ------------------- | --- | --- | --- |
| - Emma - Elisa | - Emma - Elisa | - Emma - Elisa |                     | - J-Ax - Nek | - J-Ax - Nek | - J-Ax - Nek |
| Professori | | |                     | | | |
| - Alex Braga (canto) - Natalia Titova (ballo) - Alessandra Celentano (ballo) - Fabrizio Moro (canto) - Kledi (ballo) | - Alex Braga (canto) - Natalia Titova (ballo) - Alessandra Celentano (ballo) - Fabrizio Moro (canto) - Kledi (ballo) | - Alex Braga (canto) - Natalia Titova (ballo) - Alessandra Celentano (ballo) - Fabrizio Moro (canto) - Kledi (ballo) |                     | - Carlo Di Francesco (canto) - Veronica Peparini (ballo) - Rudy Zerbi (canto) - Garrison (ballo) - Marco Maccarini (canto) | - Carlo Di Francesco (canto) - Veronica Peparini (ballo) - Rudy Zerbi (canto) - Garrison (ballo) - Marco Maccarini (canto) | - Carlo Di Francesco (canto) - Veronica Peparini (ballo) - Rudy Zerbi (canto) - Garrison (ballo) - Marco Maccarini (canto) |
| Concorrenti | | |                     | | | |
| Posizione | Nome | Disciplina |                     | Posizione | Nome | Disciplina |
| 2 | Elodie Di Patrizi | canto |                     | 1 | Sergio Sylvestre | canto |
| 3 | Gabriele Esposito | ballo |                     | 5 | Alessio Ale Gaudino | hip hop |
| 4 | Lele Esposito | canto |                     | 7 | Chiara Grispo | canto |
| 6 | La Rua (Daniele Incicco)                                                                                             | band |                     | 9 | Michele Lanzeroti | ballo |
| 8 | Alessio La Padula | ballo |                     | 10 | Cristiano Cosa | canto |
| 12 | Emanuele Caruso | latino |                     | 11 | Patrizio Ratto | hip hop |

## Tabellone delle eliminazioni
Legenda:

  W   Vittoria squadra Bianca

   B    Vittoria squadra Blu

Candidato all'eliminazione:

 dai direttori artistici della squadra avversaria

 dai professori della squadra avversaria

 dalla squadra bianca

 dalla squadra blu

 forzatamente

     Salvato dai direttori artistici

     Salvato dai professori

     Eliminato/a

     In ballottaggio

     Non partecipa alla partita perché in ballottaggio

     Vince il ballottaggio ed è salvo

N.D. Non sottoposto a ballottaggio o non partecipa alla sfida in finale

     Finalista/Vince la sfida in finale

     Primo classificato della categoria perdente

     Vincitore

|           |           |           | 2/04  | 2/04  | 2/04  | 2/04  | 2/04 | 9/04                   | 9/04                   | 9/04                   | 9/04                   | 9/04                   | 16/04                  | 16/04                  | 16/04                  | 16/04                  | 16/04                  | 23/04                  | 23/04                  | 23/04                  | 23/04                  | 23/04                  | 30/04                  | 30/04                  | 30/04                  | 30/04                  | 30/04                  | 7/05                   | 7/05                   | 7/05                   | 7/05                   | 7/05                   | 14/05                  | 14/05                  | 14/05                  | 14/05                  | 14/05                  | 18/05                  | 18/05                  | 18/05                  | 18/05                  | 18/05                  | 25/05                  | 25/05                  | 25/05                  | 25/05                  | Disciplina |
| --------- | --------- | --------- | ----- | ----- | ----- | ----- | ---- | ---------------------- | ---------------------- | ---------------------- | ---------------------- | ---------------------- | ---------------------- | ---------------------- | ---------------------- | ---------------------- | ---------------------- | ---------------------- | ---------------------- | ---------------------- | ---------------------- | ---------------------- | ---------------------- | ---------------------- | ---------------------- | ---------------------- | ---------------------- | ---------------------- | ---------------------- | ---------------------- | ---------------------- | ---------------------- | ---------------------- | ---------------------- | ---------------------- | ---------------------- | ---------------------- | ---------------------- | ---------------------- | ---------------------- | ---------------------- | ---------------------- | ---------------------- | ---------------------- | ---------------------- | ---------------------- | ---------- |
| Vittoria  | Vittoria  | Vittoria  | B     | B     | W     | W     |      | B                      | B                      | W                      | W                      |                        | W                      | W                      | W                      | W                      |                        | B                      | B                      | W                      | W                      |                        | W                      | W                      | B                      | B                      |                        | W                      | W                      | B                      | B                      |                        | B                      | B                      | B                      | B                      |                        | B                      | B                      | W                      | W                      |                        | FINALE                 | FINALE                 | FINALE                 | FINALE                 | Disciplina |
| Punteggio | Punteggio | Punteggio | 4     | 3     | 4     | 3     | 4    | 3                      | 7                      | 0                      | 6                      | 1                      | 5                      | 2                      | 7                      | 0                      | 6                      | 1                      | 4                      | 3                      | 6                      | 1                      | 4                      | 3                      | 4                      | 3                      | 5                      | 2                      | 6                      | 1                      | 4                      | 3                      | 7                      | 0                      |                        |                        |                        |                        |                        |                        |                        |                        | FINALE                 | FINALE                 | FINALE                 | FINALE                 | Disciplina |
| 1         | 1         | Sergio    | [ 2 ] | [ 2 ] | -     | -     | N.D. | [ 3 ]                  | [ 3 ]                  | -                      | -                      | N.D.                   | -                      | -                      | -                      | -                      | N.D.                   | [ 3 ]                  | [ 3 ]                  | -                      | -                      | N.D.                   | -                      | -                      | [ 2 ]                  | [ 2 ]                  | N.D.                   | -                      | -                      | [ 3 ]                  | [ 3 ]                  | N.D.                   | [ 2 ]                  | [ 2 ]                  | [ 4 ]                  | [ 4 ]                  | N.D.                   | [ 3 ]                  | [ 3 ]                  |                        |                        | N.D.                   | N.D.                   | N.D.                   | 1°                     | VINCITORE              | canto      |
| 2         | 2         | Elodie    | -     | -     | [ 5 ] | [ 5 ] | N.D. | -                      | -                      | [ 6 ]                  | [ 6 ]                  | N.D.                   | [ 6 ]                  | [ 6 ]                  | [ 7 ]                  | [ 7 ]                  | N.D.                   | -                      | -                      | [ 8 ]                  | [ 8 ]                  | N.D.                   | [ 8 ]                  | [ 8 ]                  | -                      | -                      | N.D.                   | [ 8 ]                  | [ 8 ]                  |                        |                        |                        | -                      | -                      |                        |                        | N.D.                   | -                      | -                      |                        |                        | N.D.                   | N.D.                   |                        | 2ª                     | SECONDA                | canto      |
| 3         | 3         | Gabriele  |       |       | [ 5 ] | [ 5 ] | N.D. |                        |                        | [ 6 ]                  | [ 6 ]                  | N.D.                   | [ 6 ]                  | [ 6 ]                  | [ 7 ]                  | [ 7 ]                  | N.D.                   |                        |                        | [ 8 ]                  | [ 8 ]                  | N.D.                   | [ 8 ]                  | [ 8 ]                  |                        |                        | N.D.                   | [ 8 ]                  | [ 8 ]                  |                        |                        | N.D.                   |                        |                        | -                      | -                      | N.D.                   |                        |                        |                        |                        |                        |                        |                        | TERZO                  | TERZO                  | ballo      |
| 4         | 4         | Lele      | -     | -     | [ 5 ] | [ 5 ] | N.D. | -                      | -                      | [ 6 ]                  | [ 6 ]                  | N.D.                   | [ 6 ]                  | [ 6 ]                  | [ 7 ]                  | [ 7 ]                  | N.D.                   | -                      | -                      | [ 8 ]                  | [ 8 ]                  | N.D.                   | [ 8 ]                  | [ 8 ]                  | -                      | -                      | N.D.                   | [ 8 ]                  | [ 8 ]                  | -                      | -                      | N.D.                   |                        |                        |                        |                        |                        |                        |                        |                        |                        | N.D.                   |                        | QUARTO                 | QUARTO                 | QUARTO                 | canto      |
| 5         | 5         | Ale       | [ 2 ] | [ 2 ] | -     | -     | N.D. | [ 3 ]                  | [ 3 ]                  | -                      | -                      | N.D.                   | -                      | -                      |                        |                        | N.D.                   | [ 3 ]                  | [ 3 ]                  |                        |                        | N.D.                   |                        |                        |                        |                        |                        |                        |                        | [ 3 ]                  | [ 3 ]                  | N.D.                   | [ 2 ]                  | [ 2 ]                  | [ 4 ]                  | [ 4 ]                  | N.D.                   | [ 3 ]                  | [ 3 ]                  |                        |                        |                        | ELIMINATO (Semifinale) | ELIMINATO (Semifinale) | ELIMINATO (Semifinale) | ELIMINATO (Semifinale) | hip hop    |
| 6         | 6         | La Rua    |       |       | [ 5 ] | [ 5 ] | N.D. |                        |                        | [ 6 ]                  | [ 6 ]                  | N.D.                   | [ 6 ]                  | [ 6 ]                  | [ 7 ]                  | [ 7 ]                  | N.D.                   |                        |                        |                        |                        |                        | [ 8 ]                  | [ 8 ]                  |                        |                        | N.D.                   | [ 8 ]                  | [ 8 ]                  |                        |                        | N.D.                   |                        |                        |                        |                        |                        | ELIMINATI (7ª Puntata) | ELIMINATI (7ª Puntata) | ELIMINATI (7ª Puntata) | ELIMINATI (7ª Puntata) | ELIMINATI (7ª Puntata) | ELIMINATI (7ª Puntata) | ELIMINATI (7ª Puntata) | ELIMINATI (7ª Puntata) | ELIMINATI (7ª Puntata) | band       |
| 7         | 7         | Chiara    | [ 2 ] | [ 2 ] | -     | -     | N.D. | [ 3 ]                  | [ 3 ]                  | -                      | -                      | N.D.                   |                        |                        |                        |                        |                        | [ 3 ]                  | [ 3 ]                  |                        |                        | N.D.                   |                        |                        | [ 2 ]                  | [ 2 ]                  | N.D.                   |                        |                        |                        |                        |                        | ELIMINATA (6ª Puntata) | ELIMINATA (6ª Puntata) | ELIMINATA (6ª Puntata) | ELIMINATA (6ª Puntata) | ELIMINATA (6ª Puntata) | ELIMINATA (6ª Puntata) | ELIMINATA (6ª Puntata) | ELIMINATA (6ª Puntata) | ELIMINATA (6ª Puntata) | ELIMINATA (6ª Puntata) | ELIMINATA (6ª Puntata) | ELIMINATA (6ª Puntata) | ELIMINATA (6ª Puntata) | ELIMINATA (6ª Puntata) | canto      |
| 8         | 8         | Alessio   | -     | -     | [ 5 ] | [ 5 ] | N.D. |                        |                        |                        |                        |                        | [ 6 ]                  | [ 6 ]                  | [ 7 ]                  | [ 7 ]                  | N.D.                   |                        |                        | [ 8 ]                  | [ 8 ]                  | N.D.                   | [ 8 ]                  | [ 8 ]                  |                        |                        |                        | ELIMINATO (5ª Puntata) | ELIMINATO (5ª Puntata) | ELIMINATO (5ª Puntata) | ELIMINATO (5ª Puntata) | ELIMINATO (5ª Puntata) | ELIMINATO (5ª Puntata) | ELIMINATO (5ª Puntata) | ELIMINATO (5ª Puntata) | ELIMINATO (5ª Puntata) | ELIMINATO (5ª Puntata) | ELIMINATO (5ª Puntata) | ELIMINATO (5ª Puntata) | ELIMINATO (5ª Puntata) | ELIMINATO (5ª Puntata) | ELIMINATO (5ª Puntata) | ELIMINATO (5ª Puntata) | ELIMINATO (5ª Puntata) | ELIMINATO (5ª Puntata) | ELIMINATO (5ª Puntata) | ballo      |
| 9         | 9         | Michele   | [ 2 ] | [ 2 ] |       |       |      | [ 3 ]                  | [ 3 ]                  |                        |                        | N.D.                   |                        |                        |                        |                        | N.D.                   | [ 3 ]                  | [ 3 ]                  |                        |                        |                        | ELIMINATO (4ª Puntata) | ELIMINATO (4ª Puntata) | ELIMINATO (4ª Puntata) | ELIMINATO (4ª Puntata) | ELIMINATO (4ª Puntata) | ELIMINATO (4ª Puntata) | ELIMINATO (4ª Puntata) | ELIMINATO (4ª Puntata) | ELIMINATO (4ª Puntata) | ELIMINATO (4ª Puntata) | ELIMINATO (4ª Puntata) | ELIMINATO (4ª Puntata) | ELIMINATO (4ª Puntata) | ELIMINATO (4ª Puntata) | ELIMINATO (4ª Puntata) | ELIMINATO (4ª Puntata) | ELIMINATO (4ª Puntata) | ELIMINATO (4ª Puntata) | ELIMINATO (4ª Puntata) | ELIMINATO (4ª Puntata) | ELIMINATO (4ª Puntata) | ELIMINATO (4ª Puntata) | ELIMINATO (4ª Puntata) | ELIMINATO (4ª Puntata) | ballo      |
| 10        | 10        | Cristiano | [ 2 ] | [ 2 ] |       |       | N.D. | [ 3 ]                  | [ 3 ]                  |                        |                        | N.D.                   |                        |                        |                        |                        |                        | ELIMINATO (3ª Puntata) | ELIMINATO (3ª Puntata) | ELIMINATO (3ª Puntata) | ELIMINATO (3ª Puntata) | ELIMINATO (3ª Puntata) | ELIMINATO (3ª Puntata) | ELIMINATO (3ª Puntata) | ELIMINATO (3ª Puntata) | ELIMINATO (3ª Puntata) | ELIMINATO (3ª Puntata) | ELIMINATO (3ª Puntata) | ELIMINATO (3ª Puntata) | ELIMINATO (3ª Puntata) | ELIMINATO (3ª Puntata) | ELIMINATO (3ª Puntata) | ELIMINATO (3ª Puntata) | ELIMINATO (3ª Puntata) | ELIMINATO (3ª Puntata) | ELIMINATO (3ª Puntata) | ELIMINATO (3ª Puntata) | ELIMINATO (3ª Puntata) | ELIMINATO (3ª Puntata) | ELIMINATO (3ª Puntata) | ELIMINATO (3ª Puntata) | ELIMINATO (3ª Puntata) | ELIMINATO (3ª Puntata) | ELIMINATO (3ª Puntata) | ELIMINATO (3ª Puntata) | ELIMINATO (3ª Puntata) | canto      |
| 11        | 11        | Patrizio  | [ 2 ] | [ 2 ] |       |       | N.D. | [ 3 ]                  | [ 3 ]                  |                        |                        |                        | ELIMINATO (2ª Puntata) | ELIMINATO (2ª Puntata) | ELIMINATO (2ª Puntata) | ELIMINATO (2ª Puntata) | ELIMINATO (2ª Puntata) | ELIMINATO (2ª Puntata) | ELIMINATO (2ª Puntata) | ELIMINATO (2ª Puntata) | ELIMINATO (2ª Puntata) | ELIMINATO (2ª Puntata) | ELIMINATO (2ª Puntata) | ELIMINATO (2ª Puntata) | ELIMINATO (2ª Puntata) | ELIMINATO (2ª Puntata) | ELIMINATO (2ª Puntata) | ELIMINATO (2ª Puntata) | ELIMINATO (2ª Puntata) | ELIMINATO (2ª Puntata) | ELIMINATO (2ª Puntata) | ELIMINATO (2ª Puntata) | ELIMINATO (2ª Puntata) | ELIMINATO (2ª Puntata) | ELIMINATO (2ª Puntata) | ELIMINATO (2ª Puntata) | ELIMINATO (2ª Puntata) | ELIMINATO (2ª Puntata) | ELIMINATO (2ª Puntata) | ELIMINATO (2ª Puntata) | ELIMINATO (2ª Puntata) | ELIMINATO (2ª Puntata) | ELIMINATO (2ª Puntata) | ELIMINATO (2ª Puntata) | ELIMINATO (2ª Puntata) | ELIMINATO (2ª Puntata) | hip hop    |
| 12        | 12        | Emanuele  |       |       |       |       |      | ELIMINATO (1ª Puntata) | ELIMINATO (1ª Puntata) | ELIMINATO (1ª Puntata) | ELIMINATO (1ª Puntata) | ELIMINATO (1ª Puntata) | ELIMINATO (1ª Puntata) | ELIMINATO (1ª Puntata) | ELIMINATO (1ª Puntata) | ELIMINATO (1ª Puntata) | ELIMINATO (1ª Puntata) | ELIMINATO (1ª Puntata) | ELIMINATO (1ª Puntata) | ELIMINATO (1ª Puntata) | ELIMINATO (1ª Puntata) | ELIMINATO (1ª Puntata) | ELIMINATO (1ª Puntata) | ELIMINATO (1ª Puntata) | ELIMINATO (1ª Puntata) | ELIMINATO (1ª Puntata) | ELIMINATO (1ª Puntata) | ELIMINATO (1ª Puntata) | ELIMINATO (1ª Puntata) | ELIMINATO (1ª Puntata) | ELIMINATO (1ª Puntata) | ELIMINATO (1ª Puntata) | ELIMINATO (1ª Puntata) | ELIMINATO (1ª Puntata) | ELIMINATO (1ª Puntata) | ELIMINATO (1ª Puntata) | ELIMINATO (1ª Puntata) | ELIMINATO (1ª Puntata) | ELIMINATO (1ª Puntata) | ELIMINATO (1ª Puntata) | ELIMINATO (1ª Puntata) | ELIMINATO (1ª Puntata) | ELIMINATO (1ª Puntata) | ELIMINATO (1ª Puntata) | ELIMINATO (1ª Puntata) | ELIMINATO (1ª Puntata) | latino     |

### Podio generale
|        |          |    |  |      |
|        |          |    |  | 4º   |
|        | Sergio   |    |  | Lele |
| Elodie | Sergio   |    |  |      |
| 1º     | Gabriele |    |  |      |
| 1º     | Gabriele | 2º |  |      |
| 1º     | 3º       |    |  |      |

### Podio canto
|        |        |    |  |        |
|        |        |    |  | 4º     |
|        | Sergio |    |  | La Rua |
| Elodie | Sergio |    |  |        |
| 1º     | Lele   |    |  |        |
| 1º     | Lele   | 2º |  |        |
| 1º     | 3º     |    |  |        |

### Podio danza
|     |          |    |  |         |
|     |          |    |  | 4º      |
|     | Gabriele |    |  | Michele |
| Ale | Gabriele |    |  |         |
| 1º  | Alessio  |    |  |         |
| 1º  | Alessio  | 2º |  |         |
| 1º  | 3º       |    |  |         |

## Tabellone delle esibizioni
Legenda:
     Prova vinta dai Bianchi.

     Prova vinta dai Blu.

N/A Per la sfida secretata non viene mostrato il risultato.

     Prova di canto

     Prova di ballo

     Prova mista

     Prova MORGAN

     Prova MAGIC BALL

### 1ª puntata
La prima puntata del serale, registrata il 26 marzo 2016, è andata in onda il 2 aprile. La terza prova di ogni partita ha risultato secretato.

#### Prima partita
La prima partita vede vittoriosa la squadra Blu con il punteggio di 4 a 3.
| PROVA    | SQUADRA BLU      | SQUADRA BLU    | PUNTI | PUNTI | SQUADRA BIANCA | SQUADRA BIANCA                  |
| -------- | ---------------- | -------------- | ----- | ----- | -------------- | ------------------------------- |
| I        | Sergio           | Superstition   | 0     | 1     | Lele           | Can't Take My Eyes off You      |
| II       | Ballo Blu        | Bâtard         | 1     | 0     | Emanuele       | Malo                            |
| III      | Patrizio         | Laser          | 2     | 1     | Elodie         | I Just Want To Make Love To You |
| IV       | Cristiano        | L'ultimo bacio | 1     | 0     | Gabriele       | Riverside                       |
| V        | J-Ax con Il Cile | Maria Salvador | 0     | 1     | Elisa          | No Hero                         |
| VITTORIA | SQUADRA BLU      | SQUADRA BLU    | 4     | 3     | EMANUELE       | EMANUELE                        |

#### Seconda partita
La seconda partita viene vinta dai Bianchi con il medesimo punteggio.
| PROVA    | SQUADRA BLU              | SQUADRA BLU         | PUNTI | PUNTI | SQUADRA BIANCA           | SQUADRA BIANCA    |
| -------- | ------------------------ | ------------------- | ----- | ----- | ------------------------ | ----------------- |
| I        | Ale                      | Iron sky            | 0     | 1     | Alessio                  | Brucia la terra   |
| II       | Chiara                   | One                 | 1     | 0     | La Rua                   | Radioactive       |
| III      | Sergio                   | Time After Time     | 1     | 2     | Gabriele                 | Get naked         |
| IV       | Cristiano con J-Ax e Nek | Per me è importante | 0     | 1     | Elodie con Emma ed Elisa | La cura           |
| V        | Ale                      | The gravel road     | 1     | 0     | Lele                     | Shut Up and Dance |
| VITTORIA | SQUADRA BIANCA           | SQUADRA BIANCA      | 3     | 4     | MICHELE                  | MICHELE           |

#### Ballottaggio
| SFIDANTI | EMANUELE | MICHELE       |
| -------- | -------- | ------------- |
| PROVA    | Roxanne  | A mano a mano |
| VITTORIA | MICHELE  | EMANUELE      |

### 2ª puntata
La seconda puntata del serale, registrata il 2 aprile 2016, è andata in onda il 9 aprile. La terza prova di ogni partita ha risultato secretato.

#### Prima partita
La prima partita vede vittoriosa la squadra Blu con un punteggio di 4 a 3.
| PROVA    | SQUADRA BLU       | SQUADRA BLU                                       | PUNTI | PUNTI | SQUADRA BIANCA        | SQUADRA BIANCA                            |
| -------- | ----------------- | ------------------------------------------------- | ----- | ----- | --------------------- | ----------------------------------------- |
| I        | Chiara con i Modà | È solo colpa mia                                  | 0     | 1     | Lele con i The Kolors | Medley I Can't Feel My Face / Billie Jean |
| II       | Sergio e Nek      | Medley Locked Out of Heaven / Walking On The Moon | 1     | 0     | Gabriele con Emma     | Io Di Te Non Ho Paura                     |
| III      | Michele           | C'è tempo                                         | 1     | 2     | Elodie ed Alessio     | Un'altra vita (inedito)                   |
| IV       | Canto Blu         | Just the way you are                              | 1     | 0     | Canto Bianchi         | Hymn for the weekend                      |
| V        | Patrizio          | Emily's room                                      | 1     | 0     | Ballo Bianchi         | Pandey Jee Seeti                          |
| VITTORIA | SQUADRA BLU       | SQUADRA BLU                                       | 4     | 3     | ALESSIO               | ALESSIO                                   |

#### Seconda partita
La seconda partita viene vinta dalla squadra Bianca con un punteggio di 7 a 0.
| PROVA    | SQUADRA BLU    | SQUADRA BLU                      | PUNTI | PUNTI | SQUADRA BIANCA | SQUADRA BIANCA                   |
| -------- | -------------- | -------------------------------- | ----- | ----- | -------------- | -------------------------------- |
| I        | Ballo Blu      | All names                        | 0     | 1     | La Rua         | Non ho la tristezza (inedito)    |
| II       | Cristiano      | Losing My Religion               | 0     | 1     | Elodie         | Hope There's Someone             |
| III      | Sergio         | Will You Be There                | 0     | 3     | Lele           | Because                          |
| IV       | Ale            | Lo chiamavano Jeeg Robot         | 0     | 1     | Gabriele       | Toy Soldier                      |
| V        | Chiara         | Comparata CANTO Stelle di Stelle | 0     | 1     | Lele           | Comparata CANTO Stelle di Stelle |
| VITTORIA | SQUADRA BIANCA | SQUADRA BIANCA                   | 0     | 7     | PATRIZIO       | PATRIZIO                         |

#### Ballottaggio
| SFIDANTI | ALESSIO  | PATRIZIO                            |
| -------- | -------- | ----------------------------------- |
| PROVA    | Asturias | Dupstepic Symph, Rivers flow in you |
| VITTORIA | ALESSIO  | PATRIZIO                            |

### 3ª puntata
La terza puntata del serale, registrata il 9 aprile 2016, è andata in onda il 16 aprile. La terza prova di ogni partita ha risultato secretato.

#### Prima partita
La prima partita vede vittoriosa la squadra Bianca con un punteggio di 6 a 1.
| PROVA    | SQUADRA BLU          | SQUADRA BLU                    | PUNTI | PUNTI | SQUADRA BIANCA     | SQUADRA BIANCA                  |
| -------- | -------------------- | ------------------------------ | ----- | ----- | ------------------ | ------------------------------- |
| I        | Cristiano con i Pooh | Noi due nel mondo e nell'anima | 0     | 1     | Daniele con i Pooh | Pensiero                        |
| II       | Michele              | La valle dei re                | 0     | 1     | Lele               | Cry Me a River                  |
| III      | Chiara con Nek       | Don't Give Up                  | 1     | 2     | Gabriele con Elisa | All'anima si intonerà la musica |
| IV       | Sergio               | Est-ce que tu m’aimes?         | 0     | 1     | Elodie             | La nostra relazione             |
| V        | Ballo Blu            | Sotto casa                     | 0     | 1     | Alessio            | Dedalo e Icaro                  |
| VITTORIA | SQUADRA BIANCA       | SQUADRA BIANCA                 | 1     | 6     | CRISTIANO          | CRISTIANO                       |

#### Seconda partita
La seconda partita viene vinta nuovamente dalla squadra Bianca, con un punteggio di 5 a 2.
| PROVA    | SQUADRA BLU       | SQUADRA BLU                                            | PUNTI | PUNTI | SQUADRA BIANCA | SQUADRA BIANCA                                         |
| -------- | ----------------- | ------------------------------------------------------ | ----- | ----- | -------------- | ------------------------------------------------------ |
| I        | Squadra Blu e Nek | 21 Guns                                                | 0     | 1     | Lele ed Elisa  | You’ve Got a Friend                                    |
| II       | Chiara            | Wuthering Heights                                      | 1     | 0     | Gabriele       | La canzone dell'amore perduto                          |
| III      | Sergio            | Halleluja                                              | 0     | 3     | Elodie         | The House of the Rising Sun                            |
| IV       | Ale               | Mio fratello                                           | 0     | 1     | Canto Bianchi  | La sera dei miracoli                                   |
| V        | Ale               | Improvvisazione con Morgan Toccata e fuga in Re minore | 1     | 0     | Alessio        | Improvvisazione con Morgan Toccata e fuga in Re minore |
| VITTORIA | SQUADRA BIANCA    | SQUADRA BIANCA                                         | 2     | 5     | CHIARA         | CHIARA                                                 |

#### Ballottaggio
| SFIDANTI | CRISTIANO               | CHIARA                       |
| -------- | ----------------------- | ---------------------------- |
| PROVA    | Smells Like Teen Spirit | Somebody That I Used to Know |
| PROVA    | Ritornerai (inedito)    | Blind (inedito)              |
| VITTORIA | CHIARA                  | CRISTIANO                    |

### 4ª puntata
La quarta puntata del serale, registrata il 16 aprile 2016, è andata in onda il 23 aprile. La terza prova di ogni partita ha risultato secretato.

#### Prima partita
La prima partita vede vittoriosa la squadra Blu con un punteggio di 7 a 0.
| PROVA    | SQUADRA BLU                   | SQUADRA BLU                                      | PUNTI | PUNTI | SQUADRA BIANCA                    | SQUADRA BIANCA                             |
| -------- | ----------------------------- | ------------------------------------------------ | ----- | ----- | --------------------------------- | ------------------------------------------ |
| I        | Nek                           | Comparata CANTO con Gianna Nannini America       | 1     | 0     | Emma                              | Comparata CANTO con Gianna Nannini America |
| II       | Chiara                        | Albachiara                                       | 1     | 0     | La Rua                            | Amore bello                                |
| III      | Sergio con Alessandra Amoroso | Let It Be                                        | 3     | 0     | Elodie con Emma                   | Stare bene a metà                          |
| IV       | Ballo Blu                     | Ballo corale                                     | 1     | 0     | Alessio                           | Siamo soli                                 |
| V        | Sergio                        | Medley Ain't Too Proud to Beg / La mia signorina | 1     | 0     | Lele con Baby K ft. Giusy Ferreri | Roma-Bangkok                               |
| VITTORIA | SQUADRA BLU                   | SQUADRA BLU                                      | 7     | 0     | LA RUA                            | LA RUA                                     |

#### Seconda partita
La seconda partita viene vinta dalla squadra Bianca con un punteggio di 6 a 1.
| PROVA    | SQUADRA BLU     | SQUADRA BLU                | PUNTI | PUNTI | SQUADRA BIANCA | SQUADRA BIANCA               |
| -------- | --------------- | -------------------------- | ----- | ----- | -------------- | ---------------------------- |
| I        | Ale             | Il Corvo                   | 0     | 1     | Gabriele       | Goodbye                      |
| II       | Chiara con J-Ax | Intro                      | 0     | 1     | Lele           | Cade la pioggia              |
| III      | Michele         | Cappuccetto Rosso          | 0     | 3     | Elodie         | Vogue                        |
| IV       | Chiara          | Oceano                     | 1     | 0     | Lele           | Through This Noise (inedito) |
| V        | Sergio          | Can't Help Falling in Love | 0     | 1     | Alessio        | C'era una volta in America   |
| VITTORIA | SQUADRA BIANCA  | SQUADRA BIANCA             | 1     | 6     | MICHELE        | MICHELE                      |

#### Ballottaggio
| SFIDANTI | LA RUA                      | MICHELE                       |
| -------- | --------------------------- | ----------------------------- |
| PROVA    | Il sabato fa così (inedito) | Hi, Drave heart, Too original |
| PROVA    | Love, reign o'er me         | Depth Over Distance           |
| VITTORIA | LA RUA                      | MICHELE                       |

### 5ª puntata
La quinta puntata del serale, registrata il 23 aprile 2016, è andata in onda il 30 aprile. La terza prova di ogni partita ha risultato secretato.

#### Prima partita
La prima partita vede vittoriosa la squadra Bianca con un punteggio di 4 a 3.
| PROVA    | SQUADRA BLU                  | SQUADRA BLU                                                    | PUNTI | PUNTI | SQUADRA BIANCA        | SQUADRA BIANCA                                                 |
| -------- | ---------------------------- | -------------------------------------------------------------- | ----- | ----- | --------------------- | -------------------------------------------------------------- |
| I        | Sergio                       | Comparata CANTO con Vittorio Grigolo Who Wants To Live Forever | 1     | 0     | Daniele               | Comparata CANTO con Vittorio Grigolo Who Wants To Live Forever |
| II       | Chiara                       | Can't Get You Out Of My Head                                   | 0     | 1     | Alessio               | Maria Elena                                                    |
| III      | Ale                          | Ghosts                                                         | 1     | 2     | Elodie                | Io che amo solo te                                             |
| IV       | Chiara con Gianluca Grignani | La mia storia tra le dita                                      | 0     | 1     | Lele con Luca Carboni | Luca lo stesso                                                 |
| V        | Ale                          | Cyrano                                                         | 1     | 0     | Ballo Bianchi         | I migliori baci                                                |
| VITTORIA | SQUADRA BIANCA               | SQUADRA BIANCA                                                 | 3     | 4     | ALE                   | ALE                                                            |

#### Seconda partita
La seconda partita viene vinta dalla squadra Blu con un punteggio di 6 a 1.
| PROVA    | SQUADRA BLU                 | SQUADRA BLU            | PUNTI | PUNTI | SQUADRA BIANCA            | SQUADRA BIANCA  |
| -------- | --------------------------- | ---------------------- | ----- | ----- | ------------------------- | --------------- |
| I        | Sergio                      | Cambiare               | 1     | 0     | Elodie con Loredana Bertè | E la luna bussò |
| II       | Chiara                      | L'emozione non ha voce | 1     | 0     | Gabriele                  | Macbeth         |
| III      | Sergio                      | Cry Baby               | 3     | 0     | Lele                      | Anna e Marco    |
| IV       | Chiara con Fiorella Mannoia | Come si cambia         | 0     | 1     | La Rua                    | Gli spari sopra |
| V        | Sergio                      | Big Boy (inedito)      | 1     | 0     | Lele                      | Sorry           |
| VITTORIA | SQUADRA BLU                 | SQUADRA BLU            | 6     | 1     | ALESSIO                   | ALESSIO         |

#### Ballottaggio
| SFIDANTI | ALE          | ALESSIO       |
| -------- | ------------ | ------------- |
| PROVA    | Eyes on fire | Danza russa   |
| PROVA    | Psycho       | Back to black |
| VITTORIA | ALE          | ALESSIO       |

### 6ª puntata
La sesta puntata del serale, registrata il 30 aprile 2016, è andata in onda il 7 maggio. La terza prova di ogni partita ha risultato secretato.

#### Prima partita
La prima partita vede vittoriosa la squadra Bianca con un punteggio di 4 a 3. 
| PROVA    | SQUADRA BLU            | SQUADRA BLU                                | PUNTI | PUNTI | SQUADRA BIANCA                         | SQUADRA BIANCA                                  |
| -------- | ---------------------- | ------------------------------------------ | ----- | ----- | -------------------------------------- | ----------------------------------------------- |
| I        | Nek con Ornella Vanoni | Medley L'appuntamento / Una ragione di più | 0     | 1     | Emma ed Elisa con Francesco De Gregori | Medley Buonanotte fiorellino / La donna cannone |
| II       | Ale                    | Chuck Berry                                | 1     | 0     | Gabriele                               | More                                            |
| III      | Chiara e Sergio        | Why Don't You Do Right                     | 2     | 1     | Elodie e Lele                          | Nothing Compares to You                         |
| IV       | Chiara e Nek           | Next to Me                                 | 0     | 1     | La Rua                                 | Whole Lotta Love                                |
| V        | Chiara                 | Who Knew                                   | 0     | 1     | Elodie                                 | Tutto questo (inedito)                          |
| VITTORIA | SQUADRA BIANCA         | SQUADRA BIANCA                             | 3     | 4     | CHIARA                                 | CHIARA                                          |

#### Seconda partita
La seconda partita viene vinta dai Blu con il medesimo punteggio.
| PROVA    | SQUADRA BLU | SQUADRA BLU                                    | PUNTI | PUNTI | SQUADRA BIANCA | SQUADRA BIANCA                                 |
| -------- | ----------- | ---------------------------------------------- | ----- | ----- | -------------- | ---------------------------------------------- |
| I        | Sergio      | Roxanne                                        | 1     | 0     | Lele           | Man in The Mirror                              |
| II       | Ale         | Sogna, Ragazzo, Sogna                          | 0     | 1     | Gabriele       | Il cielo in una stanza                         |
| III      | Ale         | Comparata BALLO con Anna Oxa L'america non c'è | 2     | 1     | Gabriele       | Comparata BALLO con Anna Oxa L'america non c'è |
| IV       | Sergio      | Skyfall                                        | 0     | 1     | Lele           | Ancora                                         |
| V        | Ale         | Warriors                                       | 1     | 0     | Elodie         | Gli uomini non cambiano                        |
| VITTORIA | SQUADRA BLU | SQUADRA BLU                                    | 4     | 3     | ELODIE         | ELODIE                                         |

#### Ballottaggio
| SFIDANTI | CHIARA                     | ELODIE               |
| -------- | -------------------------- | -------------------- |
| PROVA    | Come on (inedito)          | I Put a Spell On You |
| PROVA    | Crazy in Love              | L'isola che non c'è  |
| PROVA    | I Don't Wanna Miss a Thing | Why                  |
| VITTORIA | ELODIE                     | CHIARA               |

### 7ª puntata
La settima puntata del serale, registrata il 7 maggio 2016, è andata in onda il 14 maggio. La terza prova di ogni partita ha risultato secretato.

#### Prima partita
La prima partita vede vittoriosa la squadra Blu con un punteggio di 5 a 2. 
| PROVA    | SQUADRA BLU     | SQUADRA BLU                                                | PUNTI | PUNTI | SQUADRA BIANCA | SQUADRA BIANCA                                             |
| -------- | --------------- | ---------------------------------------------------------- | ----- | ----- | -------------- | ---------------------------------------------------------- |
| I        | Sergio con J-Ax | My Way                                                     | 0     | 1     | Elodie         | Cuore                                                      |
| II       | Sergio          | The sound of silence                                       | 1     | 0     | Gabriele       | Crazy in Love                                              |
| III      | Sergio e Ale    | What a Wonderful World                                     | 3     | 0     | La Rua         | Hurt                                                       |
| IV       | Sergio          | Comparata CANTO con Biagio Antonacci Quanto tempo ancora   | 1     | 0     | Lele           | Comparata CANTO con Biagio Antonacci Iris                  |
| V        | Sergio          | Comparata CANTO - Medley Kiss / Another One Bites the Dust | 0     | 1     | Elodie         | Comparata CANTO - Medley Kiss / Another One Bites the Dust |
| VITTORIA | SQUADRA BLU     | SQUADRA BLU                                                | 5     | 2     | LA RUA         | LA RUA                                                     |

#### Seconda partita
La seconda partita viene vinta nuovamente dalla squadra Blu con un punteggio di 6 a 1.
| PROVA    | SQUADRA BLU           | SQUADRA BLU          | PUNTI | PUNTI | SQUADRA BIANCA | SQUADRA BIANCA           |
| -------- | --------------------- | -------------------- | ----- | ----- | -------------- | ------------------------ |
| I        | Ale                   | Men in black         | 1     | 0     | Gabriele       | Le relazioni pericolose  |
| II       | Sergio                | Big Boy (inedito)    | 1     | 0     | Elodie         | Un'altra vita (inedito)  |
| III      | Ale                   | Il piccolo principe  | 3     | 0     | Lele           | Le tasche piene di sassi |
| IV       | Nek                   | Uno di questi giorni | 0     | 1     | Elisa          | Love me forever          |
| V        | Sergio con Nek e J-Ax | La Tortura           | 1     | 0     | Elodie         | Burn                     |
| VITTORIA | SQUADRA BLU           | SQUADRA BLU          | 6     | 1     | LELE           | LELE                     |

#### Ballottaggio
| SFIDANTI | LA RUA                                | LELE                           |
| -------- | ------------------------------------- | ------------------------------ |
| PROVA    | Lovers on the sun                     | La strada verso casa (inedito) |
| PROVA    | Io vorrei... Non vorrei... Ma se vuoi | We will carry on (inedito)     |
| VITTORIA | LELE                                  | LA RUA                         |

### Semifinale
La semifinale del serale, registrata il 15 maggio 2016, è andata in onda il 18 maggio. La terza prova di ogni partita ha risultato secretato.

#### Prima partita
La prima partita vede vittoriosa la squadra Blu con un punteggio di 4 a 3. 
| PROVA    | SQUADRA BLU                | SQUADRA BLU                | PUNTI | PUNTI | SQUADRA BIANCA      | SQUADRA BIANCA                                     |
| -------- | -------------------------- | -------------------------- | ----- | ----- | ------------------- | -------------------------------------------------- |
| I        | Sergio con Massimo Ranieri | Piove (Ciao, ciao bambina) | 0     | 1     | Lele con Gino Paoli | Medley Che cosa c'è / Una lunga storia d'amore     |
| II       | Sergio                     | I Was Here                 | 1     | 0     | Gabriele            | Streets of Philadelphia                            |
| III      | Sergio con Nek             | I Want You Back            | 1     | 2     | Elodie con Emma     | Natural Woman                                      |
| IV       | Ale                        | Hope There's Someone       | 1     | 0     | Lele                | Medley La storia siamo noi / People Have The Power |
| V        | Sergio                     | Medley Jump / Shout        | 1     | 0     | Elodie              | Medley Let's Dance / Don't You Want Me             |
| VITTORIA | SQUADRA BLU                | SQUADRA BLU                | 4     | 3     | GABRIELE            | GABRIELE                                           |

#### Seconda partita
La seconda partita viene vinta dalla squadra Bianca con un punteggio di 7 a 0.
| PROVA    | SQUADRA BLU      | SQUADRA BLU                                                         | PUNTI | PUNTI | SQUADRA BIANCA | SQUADRA BIANCA         |
| -------- | ---------------- | ------------------------------------------------------------------- | ----- | ----- | -------------- | ---------------------- |
| I        | J-Ax con Fedez   | Vorrei ma non posto                                                 | 0     | 1     | Emma           | Il paradiso non esiste |
| II       | Ale              | Sicurezza stradale                                                  | 0     | 1     | Elodie         | A mano a mano          |
| III      | Sergio           | Stairway to Heaven                                                  | 0     | 3     | Lele           | People Help the People |
| IV       | Sergio con Fedez | Beautiful Disaster                                                  | 0     | 1     | Elodie con Ron | Piazza Grande          |
| V        | Sergio           | Medley You don't have to say you love me / Io che non vivo senza te | 0     | 1     | Lele           | Se stasera sono qui    |
| VITTORIA | SQUADRA BIANCA   | SQUADRA BIANCA                                                      | 0     | 7     | ALE            | ALE                    |

#### Ballottaggio
Dato che il ballottaggio riguarda gli ultimi due ballerini rimasti in gara, esso decreta oltre che l'ultimo finalista anche il vincitore della categoria Danza.
| SFIDANTI | GABRIELE          | ALE                |
| -------- | ----------------- | ------------------ |
| PROVA    | Le tunnel d'or    | Like I love you    |
| PROVA    | Toy soldier       | Caravaggio         |
| PROVA    | On the town       | Lettera ai soldati |
| PROVA    | The power of love | Cyrano             |
| VITTORIA | GABRIELE          | ALE                |

##### Votazione vincitore categoria danza
Nella tabella di seguito sono riportate le preferenze espresse dalla giuria e dai professori per decretare il vincitore della categoria danza. Con un totale di 8 voti contro 6, a vincere è Gabriele Esposito che diventa automaticamente anche il quarto finalista.
| Professori   | Professori | Professori | Professori | Professori | Professori | Professori | Professori | Professori | Professori | Giudici | Giudici  | Giudici  | Giudici | Giudici |
| Di Francesco | Moro       | Zerbi      | Maccarini  | Braga      | Celentano  | Titova     | Garrison   | Peparini   | Kledi      | Oxa     | Ferilli  | Bertè    | Morgan  | Bova    |
| ------------ | ---------- | ---------- | ---------- | ---------- | ---------- | ---------- | ---------- | ---------- | ---------- | ------- | -------- | -------- | ------- | ------- |
| ALE          | ALE        | GABRIELE   | ALE        | GABRIELE   | GABRIELE   | GABRIELE   | GABRIELE   | ALE        | GABRIELE   | ALE     | GABRIELE | GABRIELE | ALE     | -       |

### Finale
La finale del serale è andata in onda in diretta mercoledì 25 maggio 2016. Come per le precedenti edizioni i vincitori delle singole sfide e il vincitore finale sono stati decisi tramite televoto.
- Sergio Sylvestre vince la quindicesima edizione di Amici e il premio di 150000 €.
- Gabriele Esposito vince il premio di 50000 € per aver vinto il circuito Danza
- Il premio della critica, anch'esso del valore di 50000 €, viene assegnato a Elodie.
- Il premio Fonzies, che comprende una borsa di studio del valore di 20000 €, viene assegnato ad Alessio Gaudino durante la finale.

#### Prima sfida
| PROVA    | LELE                           | GABRIELE                        | VANTAGGIO    |
| -------- | ------------------------------ | ------------------------------- | ------------ |
| I        | Non me lo so spiegare          | con Eleonora Abbagnato Diamonds | LELE         |
| II       | Love Me Now (inedito)          | Il cielo in una stanza          | GABRIELE     |
| III      | Cade la pioggia                | Phonography                     | GABRIELE     |
| IV       | La strada verso casa (inedito) | Il corvo                        | N.D.         |
| QUARTO   | LELE 47%                       | LELE 47%                        | LELE 47%     |
| VITTORIA | GABRIELE 53%                   | GABRIELE 53%                    | GABRIELE 53% |

#### Seconda sfida
| PROVA    | GABRIELE                        | ELODIE                  | VANTAGGIO    |
| -------- | ------------------------------- | ----------------------- | ------------ |
| I        | Figlio                          | La nevicata del '56     | ELODIE       |
| II       | Orobroy                         | Un'altra vita (inedito) | N.D.         |
| III      | All'anima si intonerà la musica | Sweet Dreams            | N.D.         |
| IV       | C'è tempo                       | Il paradiso             | N.D.         |
| V        | Macbeth                         | Amore avrai (inedito)   | N.D.         |
| TERZO    | GABRIELE 46%                    | GABRIELE 46%            | GABRIELE 46% |
| VITTORIA | ELODIE 54%                      | ELODIE 54%              | ELODIE 54%   |

#### Finalissima
| PROVA     | ELODIE                              | SERGIO                   | VANTAGGIO  |
| --------- | ----------------------------------- | ------------------------ | ---------- |
| I         | La donna cannone                    | No Diggity               | SERGIO     |
| II        | Le tunnel d'or                      | All Of Me                | SERGIO     |
| III       | La nostra relazione                 | Master Blaster (Jammin') | N.D.       |
| IV        | L'imperfezione della vita (inedito) | Hello                    | N.D.       |
| V         | Per Elisa                           | Big Boy (inedito)        | N.D.       |
| SECONDA   | ELODIE 39%                          | ELODIE 39%               | ELODIE 39% |
| VINCITORE | SERGIO 61%                          | SERGIO 61%               | SERGIO 61% |

## Giuria

### Giurati fissi
- Sabrina Ferilli
- Anna Oxa
- Loredana Bertè

#### Giurato sostituto
- Morgan

#### Giurati d'eccezione
Nella tabella sono indicati i Giurati d'eccezione, ospiti speciali che nel corso delle diverse puntate hanno fatto parte della giuria di qualità e hanno giudicato le esibizioni delle due squadre. In particolare, hanno la possibilità di votare solo al termine della terza prova di ogni partita esprimendo due voti, mentre il resto della giuria esprime nella sua totalità un solo voto. Nella tabella che segue sono illustrate inoltre le preferenze espresse dai Giurati d'eccezione nella terza prova delle diverse partite. Durante la finale non c'è il giurato d'eccezione, gli unici giudici sono i telespettatori tramite televoto.
| Puntata | Messa in onda  | Giurato          | 1ª manche | 2ª manche |
| ------- | -------------- | ---------------- | --------- | --------- |
| 1       | 2 aprile 2016  | Kevin Spacey     | BLU       | BIANCHI   |
| 2       | 9 aprile 2016  | Carlo Verdone    | BIANCHI   | BIANCHI   |
| 3       | 16 aprile 2016 | Luca Argentero   | BIANCHI   | BIANCHI   |
| 4       | 23 aprile 2016 | Carlo Conti      | BLU       | BIANCHI   |
| 5       | 30 aprile 2016 | Marco Bocci      | BIANCHI   | BLU       |
| 6       | 7 maggio 2016  | Edoardo Leo      | BLU       | BLU       |
| 7       | 14 maggio 2016 | Biagio Antonacci | BLU       | BLU       |
| 8       | 18 maggio 2016 | Raoul Bova       | BIANCHI   | BIANCHI   |

## Ospiti

### Ospite fisso
| Ospite            | Puntata        | Personaggio imitato |
| ----------------- | -------------- | ------------------- |
| Virginia Raffaele | 2 aprile 2016  | Giorgia Maura       |
| Virginia Raffaele | 9 aprile 2016  | –                   |
| Virginia Raffaele | 16 aprile 2016 | Carla Fracci        |
| Virginia Raffaele | 23 aprile 2016 | –                   |
| Virginia Raffaele | 30 aprile 2016 | Donatella Versace   |
| Virginia Raffaele | 7 maggio 2016  | –                   |
| Virginia Raffaele | 14 maggio 2016 | Ornella Vanoni      |
| Virginia Raffaele | 18 maggio 2016 | Jessica Rabbit      |
| Virginia Raffaele | 25 maggio 2016 | Sabrina Ferilli     |

#### Ospiti d'eccezione
| Puntata | Messa in onda  | Duettanti                                                           | Ospiti                                                           |
| ------- | -------------- | ------------------------------------------------------------------- | ---------------------------------------------------------------- |
| 1       | 2 aprile 2016  | Il Cile                                                             | Giampaolo Morelli, Ivan Cotroneo con il cast del film "Un bacio" |
| 2       | 9 aprile 2016  | The Kolors, Modà                                                    | Giorgio Zacchia di Pequeños Gigantes                             |
| 3       | 16 aprile 2016 | Pooh                                                                | Giorgio Zacchia di Pequeños Gigantes                             |
| 4       | 23 aprile 2016 | Gianna Nannini, Alessandra Amoroso, Baby K con Giusy Ferreri        | Giorgio Zacchia di Pequeños Gigantes, Alessandro Siani           |
| 5       | 30 aprile 2016 | Vittorio Grigolo, Gianluca Grignani, Luca Carboni, Fiorella Mannoia | Tina Cipollari                                                   |
| 6       | 7 maggio 2016  | Francesco De Gregori, Ornella Vanoni                                | Giorgio Zacchia di Pequeños gigantes                             |
| 7       | 14 maggio 2016 | –                                                                   | Giorgio Zacchia di Pequeños gigantes                             |
| 8       | 18 maggio 2016 | Massimo Ranieri, Gino Paoli, Fedez, Ron                             | –                                                                |
| 9       | 25 maggio 2016 | Eleonora Abbagnato                                                  | Giorgio Zacchia di Pequeños gigantes                             |

## Commissione della Critica
Nell'ultima puntata è presente una commissione per assegnare tra i finalisti il premio della critica. La commissione è composta da:
| Andrea Conti           | Rtl.it                  |
| Giampiero Di Carlo     | Rockol.it               |
| Anna Lupini            | TvZap.it                |
| Diego Odello           | TvBlog.it               |
| Andrea Amato           | TvZoom.it               |
| Davide Maggio          | DavideMaggio.it         |
| Claudia Fascia         | Ansa                    |
| Antonella Nesi         | Adnkronos               |
| Domenico Catagnano     | Tgcom24.it              |
| Sebastiano Pucciarelli | Tv Talk                 |
| Alessandro Alicandri   | TV Sorrisi e Canzoni    |
| Letizia Puccioni       | Radio 105               |
| Elisabetta Esposito    | La Gazzetta dello Sport |
| Alessandro Ferrucci    | Il Fatto Quotidiano     |
| Roberto Brunelli       | L’Unità                 |
| Andrea Laffranchi      | Corriere della Sera     |
| Luca Dondoni           | La Stampa               |
| Paolo Giordano         | Il Giornale             |
| Marco Molendini        | Il Messaggero           |
| Marco Mangiarotti      | QN                      |
| Stefano Mannucci       | Il Tempo                |
| Alessandra Menzani     | Libero                  |

## Ascolti
| Puntata    | Registrazione      | Messa in onda  | Telespettatori | Share  |
| ---------- | ------------------ | -------------- | -------------- | ------ |
| 1          | 26 marzo 2016      | 2 aprile 2016  | 4 610 000      | 22,25% |
| 2          | 2 aprile 2016      | 9 aprile 2016  | 4 387 000      | 20,99% |
| 3          | 9 aprile 2016      | 16 aprile 2016 | 4 530 000      | 22,07% |
| 4          | 16 aprile 2016     | 23 aprile 2016 | 4 485 000      | 21,75% |
| 5          | 23 aprile 2016     | 30 aprile 2016 | 4 570 000      | 23,19% |
| 6          | 30 aprile 2016     | 7 maggio 2016  | 4 550 000      | 23,71% |
| 7          | 7 maggio 2016      | 14 maggio 2016 | 4 339 000      | 22,27% |
| Semifinale | 15 maggio 2016     | 18 maggio 2016 | 4 674 000      | 24,37% |
| Finale     | Diretta e televoto | 25 maggio 2016 | 5 835 000      | 29,19% |
| Media      | Media              | Media          | 4 664 000      | 23,31% |

## L'interesse delle case discografiche
Anche durante quest'edizione è stata data la possibilità ad alcuni cantanti di firmare un contratto con alcune case discografiche per la realizzazione degli album d'esordio. In particolare si tratta di:
- Sergio Sylvestre con la Sony Music, con cui il 20 maggio 2016 ha pubblicato l'EP Big Boy
- Elodie con la Universal Music, con cui il 20 maggio 2016 ha pubblicato l'album Un'altra vita
- Lele con la Sony Music, con cui il 27 maggio 2016 ha pubblicato l'album Costruire
- La Rua con la Universal Music, con cui il 27 maggio 2016 hanno pubblicato l'album Sotto effetto di felicità
- Chiara Grispo con la Baraonda, con cui il 17 giugno 2016 ha pubblicato l'album Blind